# Карлсон, който живее на покрива
Карлсон, който живее на покрива, е герой от романите на Астрид Линдгрен.

## Кой е Карлсон от покрива
Карлсон е забавен, приветлив и прилично дебел мъж в разцвета на силите си“, който живее на покрива на една обикновена къща в Стокхолм. („B град Стокхолм, на една съвсем обикновена улица, в една съвсем обикновена къща живее най-обикновено шведско семейство с фамилното име Свантесон. Това семейство се състои от един най-обикновен баща, от една най-обикновена майка и от три най-обикновени деца – Босе, Бетан и Дребосъчето.“)
Карлсон има перка на гърба си и може да лети. Той е приятел на Дребосъчето (Lillebror – малко братче).
Карлсон, който живее на покрива, се появява в три от книгите на Линдгрен:

## Книги за Карлсон от покрива
- 1955 – „Карлсон, който живее на покрива“
- 1962 – „Карлсон от покрива отново лети“
- 1968 – „Ето го пак Карлсон от покрива“

По романите са създадени и няколко филма.

## Любопитно
Поведението на Карлсон от покрива, което е различно от традиционното, създава сериозни проблеми сред някои среди в САЩ. Според родители и учители, Карлсон можел да подбужда децата към несъобразяване с авторитетите, страх от детегледачки и други подобни. Книгите за Карлсон, съответно, са забранени в някои библиотеки и училища в САЩ.